# The Mothman Prophecies - Voci dall'ombra
The Mothman Prophecies - Voci dall'ombra  (The Mothman Prophecies) è un film del 2002 diretto da Mark Pellington, tratto dall'omonimo saggio scritto da John Keel nel 1975 e ispirato a fatti accaduti nel 1967 e basati sulla leggenda dell'uomo falena.

## Trama
La vita perfetta di John Klein, brillante giornalista del Washington Post, cambia drammaticamente dopo la morte di sua moglie Mary a causa di un raro tumore cerebrale, diagnosticatole dopo controlli clinici eseguiti in seguito a un incidente stradale, avvenuto una sera proprio nei pressi di casa. L'uomo, che al momento dell'incidente era in macchina con lei, è anche angosciato per alcuni strani disegni fatti dalla donna prima di morire, e per una domanda più volte da lei ripetuta: "L'hai visto?". 
Un paio d'anni dopo, John, che nel frattempo è riuscito a voltare pagina tuffandosi nel lavoro, accetta di recarsi in Virginia per un'intervista a un candidato politico. Durante il tragitto, senza sapere come, si ritrova nella cittadina di Point Pleasant, nella Virginia Occidentale (la distanza chilometrica rende teoricamente impossibile questo viaggio in così poco tempo), dove conosce la poliziotta Connie Mills che gli racconta che il posto è teatro di angoscianti visioni di un uomo simile a una falena, che lascia messaggi codificati. Klein collega la misteriosa entità ai disegni fatti da Mary e comincia a decifrare i messaggi dell'essere sconosciuto, il quale afferma di chiamarsi Indrid Cold. Costui sembra essere in grado di imitare perfettamente la voce di chiunque, uomo o donna che sia. Un abitante di Point Pleasant, Gordon Smallwood, viene portato quasi alla follia: si convince di avere lo stesso tumore che ha ucciso Mary, anche se il medico che lo ha in cura è sicuro che non sia così. Gordon viene poi trovato morto di freddo.
Il misterioso Indrid Cold (che parla con un timbro di voce definito "umanamente impossibile"), in una telefonata a Klein, predice "una tremenda sciagura sul fiume Ohio" (la cittadina è collegata allo stato dell'Ohio da un grande ponte, il Silver Bridge, che attraversa il fiume omonimo). Poiché il governatore dello stato della Virginia Occidentale sta per arrivare nella cittadina per inaugurare una nuova fabbrica sulla riva del fiume, il giornalista si convince che la disgrazia avverrà durante quella visita. Invece non succede niente.
Klein, ancora traumatizzato, torna a Washington per riprendere il suo lavoro. Qualche giorno prima di Natale, Connie gli telefona per invitarlo a trascorrere le feste a Point Pleasant, invece di restare da solo, sapendo quanto in lui sia ancora profondo il dolore per la perdita di Mary. Il giornalista accetta e ritorna nella cittadina.
Arrivato all'imbocco del Silver Bridge, vede, su questo ponte, una coda interminabile di automobili ferme. La causa di questo ingorgo sembra essere un rallentamento per lavori. In quell'istante, John Klein si sente pervadere da un orribile, agghiacciante presentimento. Invita tutti gli occupanti delle auto, tra cui Connie, ad abbandonarle e fuggire, anche se non sa spiegare perché. Non si sbaglia. Il Silver Bridge crolla (fatto storico), tutte le auto precipitano nel fiume, uccidendo molti di quelli che sono rimasti a bordo. Anche l'auto di Connie finisce in acqua, ma Klein si tuffa e riporta in superficie la giovane poliziotta.
Il bilancio della sciagura è disastroso: 36 morti. Questo numero ricorda a Connie un sogno di qualche notte prima: era in acqua, stava annegando e una voce misteriosa (forse quella di Indrid Cold) le diceva: "Svegliati, numero 37!". Infatti, se John non l'avesse salvata, lei sarebbe stata la 37ª vittima.
La didascalia finale afferma che, da quel momento, l'Uomo Falena non è più apparso a Point Pleasant, ma in altre parti del mondo ci sono stati altri avvistamenti.

## Produzione
Il film è basato sugli eventi che si sarebbero verificati tra il novembre 1966 e il dicembre 1967 a Point Pleasant, Virginia Occidentale, luogo dove sarebbe stata avvistata una misteriosa creatura, chiamata Uomo falena.
Il film è stato prodotto dalla Lakeshore Entertainment. Gli effetti speciali sono a opera di: Cinesite (Hollywood), Fantasy II Film Effects, e yU+Co. La colonna sonora è stata creata dalla Lakeshore Records, mentre il catering è stato organizzato dalla Tomkats Catering. Le scene sono state girate dal 24 gennaio al maggio 2001 completamente nello stato della Pennsylvania, più precisamente a Ginger Hill, Eighty Four, West Mifflin, Università di Pittsburgh (Pittsburgh), Shadyside, Bentleyville, e Kittanning. Il budget per la realizzazione della pellicola ammonta a circa $ 32.000.000.

## Distribuzione
Il film è stato distribuito negli Stati Uniti il 25 gennaio 2002 dalla Screen Gems e dalla Sony Pictures Releasing; a Manila il 20 febbraio; in Regno Unito e Irlanda il 1º marzo dalla Helkon SK; in Turchia il 3 marzo; a Davao il 6 marzo; in Spagna l'8 marzo con il nome Mothman, la última profecía dalla Sociedad General de Derechos Audiovisuales (SOGEDASA) e dalla Barton Films; in Belgio al Brussels International Festival of Fantasy Films il 15 marzo; in Israele il 28 marzo; in Grecia il 29 marzo come Ο χρησμός της πεταλούδας; nei Paesi Bassi il 4 aprile dalla Independent Films; a Hong Kong l'11 aprile; in Corea del Sud e Taiwan il 12 aprile; nella Svizzera francese e in Francia (dalla SND Films) il 17 aprile come La prophétie des ombres; in Germania (The Mothman Prophecies - Tödliche Visionen o, alternativamente, Die Mothman Prophezeiungen) dalla Concorde Filmverleih e in Ungheria (Megszólít az éjszaka) il 25 aprile; in Austria (Tödliche Visionen) e in Messico il 26 aprile; in Repubblica Ceca il 2 maggio; nella Svizzera tedesca il 9 maggio; in Australia il 23 maggio; in Danimarca (Mothman - Mørkets budbringer) e in Italia (dalla Medusa Distribuzione) il 24 maggio; in Belgio il 29 maggio; in Norvegia (Mothman - Dødens budbringer) e in Portogallo (A Profecia das Sombras) il 31 maggio; in Svezia il 7 giugno come Mothman; in Nuova Zelanda il 13 giugno come Mothman - sanansaattaja; in Finlandia (Mothman - sanansaattaja) dalla Columbia TriStar Egmont Film Distributors e in Polonia (Przepowiednia) il 14 giugno; in Kuwait il 9 luglio; in Islanda e Sudafrica il 19 luglio; in Perù il 25 luglio; in Argentina il 25 luglio come première e il 12 settembre in versione estesa come El mensajero de la oscuridad dalla Nu Visión de Argentina; in Egitto; in Giappone il 2 novembre.

## Divieto
Il film è stato vietato ai minori di 11 anni in Finlandia e in Svezia; minori di 12 in Germania, Portogallo, Canton Ginevra, Canton Vaud, e Regno Unito; 13 in Argentina e Spagna; 14 in Perù; 15 in Danimarca, Norvegia, e Corea del Sud; 16 in Ungheria, Islanda, Paesi Bassi, e Cantone dei Grigioni. A Singapore è stato valutato dalla Motion Picture Association of America come "PG" (parents cautioned suggested), ovvero adatto a bambini di età da 10 anni in su per la visione non accompagnata, mentre i bambini minori di 10 anni richiedono l'accompagnamento dei genitori o tutori. Negli Stati Uniti d'America e nelle Filippine è stato invece valutato "PG-13" (parents strongly cautioned), vale a dire vietato ai minori di 13 anni non accompagnati dai genitori.

## Accoglienza

### Incassi
Nel primo week-end di apertura il film incassa: $ 75.993 in Argentina; $ 749.120 in Australia; $ 51.334 in Austria; $ 2.314 in Bulgaria; $ 37.860 in Cile; $ 9.237 nella Repubblica Ceca; $ 43.954 in Finlandia; $ 953.987 in Francia; $ 685.127 in Germania; $ 34.104 in Ungheria; $ 585.981 in Messico; € 759.713 in Italia; $ 140.891 nei Paesi Bassi; $ 80.243 in Nuova Zelanda; $ 12.032 in Norvegia; $ 65.659 in Sudafrica; $ 1.252.838 in Spagna; $ 11.208.851 negli Stati Uniti. Il guadagno totale nei vari stati: $ 257.449 in Argentina; $ 1.942.283 in Australia; $ 171.367 in Austria; $ 779.339 in Brasile; $ 7.099 in Bulgaria; $ 73.012 in Cile; $ 60.099 nella Repubblica Ceca; $ 115.525 in Finlandia; $ 1.732.364 in Francia; $ 1.111.402 in Germania; $ 147.740 a Hong Kong; $ 76.972 in Ungheria; $ 2.387.789 in Italia; $ 372.582 in Giappone; $ 1.427.708 in Messico; $ 309.098 nei Paesi Bassi; $ 140.034 in Nuova Zelanda; $ 418.776 in Norvegia; $ 99.818 in Sudafrica; $ 3.435.383 in Spagna; $ 143.883 in Taiwan; $ 388.612 in Turchia; $ 3.136.825 in Regno Unito; $ 35.746.370 negli Stati Uniti d'America. L'incasso totale fuori dagli States ammonta a $ 19.411.169, per un incasso globale pari a $ 55.157.539, a fronte di un budget di circa 32 milioni di dollari.

### Critica
Il film viene accolto abbastanza positivamente dalla critica: su IMDb ottiene un punteggio di 6.6/10; su FilmTV 6.8/10; su Movieplayer 3/5; su Comingsoon 4.2/5; su MYmovies 3.21/5.
- Paolo Boschi, di Scanner:[19]
«Con The Mothman Prophecies torna di scena il soprannaturale, ormai argomento in gran voga ad Hollywood, come confermano molti film della presente stagione (The Others, K-PAX e Vanilla Sky): lo spunto centrale dell'ultimo film di Mark Pellington è tratto dall'omonimo best seller di John Keel, a sua volta ispirato da una serie di inquietanti eventi realmente accaduti nel West Virginia alla fine degli anni Sessanta. Tutto prende avvio con una coppia al culmine della felicità: John Klein, giornalista del "Washington Post", e la moglie Mary hanno appena deciso l'acquisto della casa dei loro sogni, quando uno strano incidente automobilistico manda tutto in frantumi.»
- Enrico Magrelli, di Film TV:[20]
«John Klein (Richard Gere) è un cronista del Washington Post e proprio il giorno in cui con la moglie sta per comprare una casa la sua vita viene sconvolta da una serie di eventi misteriosi, di apparizioni, di presagi. Un incidente automobilistico, una rara forma di cancro e soprattutto un'ombra aprono un varco conturbante tra il mondo dei sensi, delle relative certezze e una zona che gli esseri umani mettono in un aldilà pieno di angosce, di dubbi, di suggestioni e di precognizioni.»

## Riconoscimenti
- Fangoria Chainsaw Awards 2003[21]
  - Nomination Miglior attrice per Laura Linney
  - Nomination Miglior attore non protagonista per Will Patton
- Motion Picture Sound Editors 2003 
  - Miglior montaggio sonoro in un lungometraggio per Mark Jan Wlodarkiewicz